# Ula (Ula) sylvatica
Ula (Ula) sylvatica is een tweevleugelige uit de familie Pediciidae. De soort komt voor in het Palearctisch en Nearctisch gebied.